# Paul Grobis
Paul Lorenz Grobis (* 3. Juni 1894 in Neudörfel, Böhmen; † 26. November 1943 in Berlin-Reinickendorf) war ein deutscher Politiker (KPD) in der Weimarer Republik.

## Leben
Paul Grobis absolvierte eine Lehre als Maschinenschlosser und nahm als Soldat am Ersten Weltkrieg teil. Nach seiner Rückkehr aus dem Krieg schloss er sich zunächst der USPD an, wechselte aber 1920 zur KPD über und wurde 1923 Parteisekretär. Als Anhänger des linken Parteiflügels um Ruth Fischer war er von 1924 bis 1926 Orgleiter für den Bezirk Niedersachsen mit Sitz in Hannover. Im Herbst 1924 wurde er kurzzeitig inhaftiert. Danach war er Parteisekretär in Frankfurt (Oder) und Berlin-Brandenburg-Ost.
Im Mai 1928 wurde Grobis als Abgeordneter in den Preußischen Landtag gewählt, dem er bis April 1932 angehörte. Er vertrat im Parlament den Wahlkreis 5 (Frankfurt a. O.).
Grobis belegte ab Februar 1930 Kurse an der Leninschule in Moskau und war seit 1931 Polleiter für den KPD-Bezirk Ostpreußen. Ein Jahr später kehrte er in die Parteizentrale in Berlin zurück.
Nach der Machtübernahme der Nationalsozialisten und dem Verbot der KPD versuchte er noch seine politische Aktivität aufrechtzuerhalten, wurde aber 1934 von Werner Kraus denunziert und daraufhin von der Gestapo verhaftet. Seine Aussagen bei den Verhören führten in der Folge zu mehreren Verhaftungen von ehemaligen KPD-Funktionären.
Grobis nahm später als Soldat am Zweiten Weltkrieg teil. Er verstarb während eines alliierten Luftangriffs auf Berlin in dem Luftschutzkeller seines Hauses und wurde auf dem Friedhof „In den Kisseln“ in Berlin-Spandau beigesetzt.